# Cerithiopsis elima
Cerithiopsis elima är en snäckart som först beskrevs av Dall 1927.  Cerithiopsis elima ingår i släktet Cerithiopsis och familjen Cerithiopsidae. Inga underarter finns listade i Catalogue of Life.